# 穆兰 (埃纳省)
穆兰（法語：Moulins，法語發音：[mulɛ̃] ⓘ）是法国上法蘭西大區埃纳省的一个市镇，位于该省东部，属于蒂耶里堡区。

## 地理
穆兰（49°25'14"N, 3°41'7"E）面积1.6 平方千米，位于法国上法蘭西大區埃纳省，该省份为法国北部内陆省份，北起北部省，西接索姆省和瓦兹省，东临阿登省和马恩省，西南至塞纳-马恩省，东北部与比利时接壤。
与穆兰接壤的市镇（或旧市镇、城区）包括：布尔和科曼、派西、旺德雷斯-博尔讷。
穆兰的时区为UTC+01:00、UTC+02:00（夏令时）。

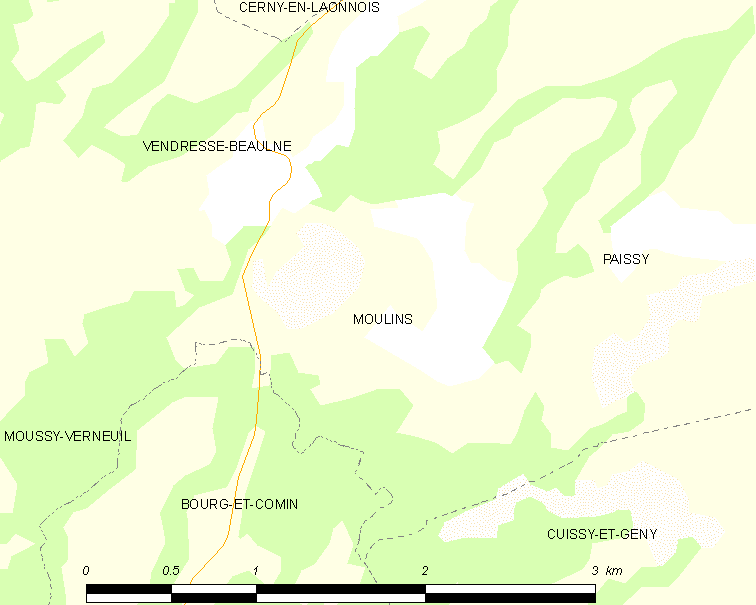
穆兰的OSM定位图

## 行政
穆兰的邮政编码为02160，INSEE市镇编码为02530。

## 政治
穆兰所属的省级选区为埃纳河畔新城县。

## 人口

1962-2008年间穆兰人口变化图示

穆兰于2022年1月1日时的人口数量为77人。